# Friedrich Weichs
Friedrich Weichs, auch Friedrich Freiherr von und zu Weichs-Glon, Friedrich Freiherr zu Weichs, Friedrich Eckbrecht von Weichs, Friedrich von Weichs-Glon oder Friedrich von Weichs (* 12. August 1832 im Schloss Walchen, Gemeinde Vöcklamarkt; † 5. Dezember 1873 in Linz) war Großgrundbesitzer und Abgeordneter zum Österreichischen Abgeordnetenhaus.

## Leben
Friedrich Weichs war Sohn des Herrschaftsbesitzers Klemens Freiherr Weichs-Glon († 1838). Nach dem Genuss einer Privaterziehung trat er im Jahr 1848 als Kadett in die Armee ein, wurde 1851 Unterleutnant, im Jahr 1852 wurde er aber schon als Rittmeister a.D. außer Dienst gestellt. 1869 war er Mitgründer der Bank für Oberösterreich und Salzburg in Linz und 1870 Mitgründer der „Deutschen Zeitung“ in Wien. Weiters wurde er 1869 Gründungsmitglied, 1871 Obmann-Stellvertreter und schließlich 1873 Obmann des liberalen Vereins für Oberösterreich.
Friedrich Weichs war von 1867 bis zu seinem Tod im Jahr 1873 Mitglied im Oberösterreichischen Landtag (II., III., IV. und V. Wahlperiode), als Abgeordneter des Großgrundbesitzes (Wahlkreis Linz) (bis 1869) bzw. als Abgeordneter der Städte und Industrialorte (Wahlkreis Ried) (1870 bis 1871) bzw. Abgeordneter der Städte und Industrialorte (Stadt Ried) (ab 1871).
Er starb am 5. Dezember 1873 im Alter von 41 Jahren an einem Gehirnschlag. Da er zu Lebzeiten ein antiklerikales Profil hatte (er war Gegner des Ultramontanismus), weigerte sich der Linzer Bischof Franz Joseph Rudigier Presseberichten zufolge, dem Verstorbenen eine kirchliche Beerdigung zu gewähren. Der Bischof dementierte diese Angaben später mit der Begründung, es sei keine kirchliche Bestattung gewünscht worden.
Er war römisch-katholisch und ab 1854 verheiratet mit Maria Gräfin Sermáge, mit der er eine Tochter hatte.

## Politische Funktionen
Friedrich Weichs war vom 20. Mai 1867 bis zum 21. Mai 1870 und vom 4. November 1873 bis zu seinem Tod am 5. Dezember 1873 Abgeordneter des Abgeordnetenhauses im Reichsrat (II. und V. Legislaturperiode) und war dort während der II. Legislaturperiode für die Kurie Oberösterreich, Großgrundbesitz und während der V. Legislaturperiode für die Kurie Oberösterreich, Städte 5 (Ried, Haag, Obernberg, Braunau, Altheim, Mauerkirchen, Mattighofen, Schärding, Raab, Riedau, Peuerbach, Engelhartszell) zuständig. Sein Nachfolger war Heinrich Klinkosch.

## Klubmitgliedschaften
Friedrich Weichs war ab 1867 Mitglied im Herbst-Kaiserfeld'schen Klub, ab dem 2. Oktober 1867 im Klub der Linken, ab dem 27. Januar 1869 im Klub der neuen Linken und ab 1873 im Fortschrittsklub.